# 広文庫
広文庫（こうぶんこ）は、日本の明治時代前の文献からの引用文を集大成した類書（一種の百科事典）である。国学者・物集高見によって大正時代に完成した。

## 概要
文献の引用文を集大成している点は先行する『古事類苑』と共通する。分野別に編纂されている官撰の『古事類苑』に対して、五十音順に編纂されている点、また、物集高見個人の編纂物である点が特徴である。
編纂には17年を要し、1916年（大正5年）から1918年（大正7年）にかけて広文庫刊行会から全20冊で刊行された。
同じ物集高見による『群書索引』（1917年）は全3冊で、引用の書目のみを示している。